# Balch (Afghanistan)
Balch (Afghaans: بلخ; ook als Balkh getranslitereerd), ook bekend als Wazirabad, is een stad in de provincie Balch in het noorden van Afghanistan. Het is niet ver van Mazar-i-Sharif.
Hoewel Balch nu een klein stadje is, was het in de oudheid veel groter, dankzij haar ligging op de Zijderoute. De stad stond in de oudheid bekend als Bactra (Latijn), Βάκτρα/Baktra of Ζαρίασπα/Zariaspa (Oudgrieks) en het was de hoofdstad van het land Bactrië.

## Etymologie
Balch dankt zijn naam aan Bhallika uit Bodhgaya, de discipel van Gautama Boeddha.

## Zoroaster
De profeet Zoroaster, de stichter van het zoroastrisme, is naar verluidt in de stad gestorven.

## Semiramis
Volgens de overleveringen werd Bactra belegerd door de troepen van Semiramis, de assyrische koningin.

## Achaemeniden
Onder de Achaemeniden was Bactra de belangrijkste stad in de oostelijke satrapieën (provincies van het Perzische rijk).

## Bhallika
Volgens de legende namen de twee kooplieden en eerste leken discipelen van Boeddha, Trapusa en Bahalika (Bhallika), acht haren mee van de Boeddha naar de regio waar ze vandaan waren gekomen. Ze waren de eersten geweest die hem na zijn Verlichting (5e eeuw v. Chr.) in Bodhgaya voedsel hadden aangeboden. De relieken werden in de eerst gebouwde stoepa bewaard, bij de stadspoort. De stad Balch zou haar naam aan Bhallika te danken hebben.

## Alexander de Grote
In 328 v.Chr. werd de stad door Alexander de Grote veroverd op de Achaemeniden. Tussen 256 v.Chr. en 246 v, Chr. werd het een zelfstandig hellenistisch rijk onder de heerschappij van Griekse koningen. Grote kolonies landverhuizers uit Griekenland en Klein-Azië hielden hier lange tijd stand. De hellenistische cultuur werd verspreid en de handel met het moederland bevorderd. Griekse kunstenaars werkten in de regio. In het plaatselijke pantheon werden Griekse goden opgenomen en het Griekse alfabet vormde de grondslag voor het plaatselijke Bactrische schrift.
Al in de 2e eeuw v. Chr. was de Grieks-Bactrische koning Demetrios een beschermheer van de nieuwe, boeddhistische leer.
In de 2e eeuw v.Chr. werd het Griekse koninkrijk in Bactrië achtereenvolgens door de nomadische Saka's (Scythen) en Yuezhi (sprekers van het Tochaars) ingenomen. Al deze volkeren integreerden en ten slotte werden de "vijf stammen" van het gebied verenigd onder Kujula Kadaphises, de stichter van het Kushanarijk. Dit rijk beheerste in de 1e en 2e eeuw n.Chr. de lucratieve handel tussen India en China over de zijderoute. De handel en uitwisseling van religieuze ideeën bloeiden. De vorsten van de Kushana's, die zich "de zoon van de hemel" noemden, waren tolerant tegenover alle religies. Het boeddhisme, zoroastrisme, manicheïsme, christendom en veel andere religies en cultussen verspreiden zich langs de zijderoute. De heuvel Kara tepe was het boeddhistische "khadevakavikhara" (koningsklooster).

## Sassaniden
In de tweede helft van de 3e eeuw veroverden de Sassaniden Bactrië.

## Hephtalieten
Vanaf de tweede helft van de 5e eeuw vestigden de Hephtalieten hun macht in Bactrië. Hun rijk strekte zich over vrijwel geheel Centraal-Azië uit. Ze stonden vijandig tegenover het boeddhisme, maar konden de boeddhistische traditie in Bactrië niet vernietigen.
Rond 563 werden zij door het eerste Turkse khanaat en de Sassaniden samen verslagen. De nieuwe machthebbers steunden het boeddhisme wat blijkt uit de bouw van kloosters in Balkh en Bamiyan in het zuiden van het rijk.

## Arabieren
In de laatste decennia van de 7e eeuw onderwierp het Arabische Kalifaat de versnipperde staten van Tocharistan en de Islam deed zijn intrede.

## Boeddhistische Barmakiden
Sinds 'onheuglijke tijden' hadden de Barmakiden een prominente positie in Bactrië, waarschijnlijk als hogepriesters van de boeddhistische tempel in Balch, waar volgens de Chinese pelgrim Xuanzang daar in de 7e eeuw bijna 3000 monniken waren. Volgens D. Sourdel was Barmak van oorsprong de titel van de overste van een boeddhistisch klooster. Waarschijnlijk bekeerd tot de Islam in de laatste jaren van de Omajjaden, steunden de Barmakiden de Abbasidische revolutie, die in wezen het gevolg was van de onrust die was ontstaan door de moord in Koefa op Ali, de neef en schoonzoon van de Profeet en Ali's zoon Husein in Kerbela. Een van de Barmakiden, Khalid, speelde in die revolutie een cruciale rol. Later werd hij een raadgever van de abbassidische kalief Al-Mansoer. Zijn zoon Yahya de Barmakied was hoofdadviseur van Al-Mahdi en Al-Hadi en mentor van Haroen ar-Rashid, de beroemdste kalief van Bagdad. Yahya's zoon Jaffar werd zijn vizier en mentor van Haroens oudste zoon Mamoen. Toch kwamen de Barmakiden door Haroens bewind ten val. De tijd van de Barmakieden werd gelijkgesteld aan 'het gouden tijdperk van de Abbasiden' welke laatste later werd verward met de regering van Haroen ar-Rashid.

## Mongolen
Dzjengis Khan veroverde en vernietigde de stad in 1221. Ook Timoer Lenk veroverde de stad in de 14e eeuw.

## Bekende inwoners van Balch

### Geboren
- Jalal ad-Din Rumi (1207-1273), filosoof, dichter en soefi-mysticus
- Rabia Balkhi, dichteres

### Overleden
- Zarathustra, profeet en de grondlegger van het zoroastrisme
- Abu Nasr Parsa, dichter, leider van Naqshbandi-orde